# Districtul Pak Phayun
Pak Phayun (în thailandeză ปากพะยูน) este un district (Amphoe) din provincia Phatthalung, Thailanda, cu o populație de 50.052 de locuitori și o suprafață de 433,3 km².

## Componență
Districtul este subdivizat în 7 subdistricte (tambon), care sunt subdivizate în 63 de sate (muban).
| Nr. | Nume         | În thailandeză | Sate | Locuitori |
| --- | ------------ | -------------- | ---- | --------- |
| 1.  | Pak Phayun   | ปากพะยูน        | 06   | 08,609    |
| 2.  | Don Pradu    | ดอนประดู่        | 11   | 06,416    |
| 3.  | Ko Nang Kham | เกาะนางคำ      | 09   | 05,503    |
| 4.  | Ko Mak       | เกาะหมาก       | 11   | 07,029    |
| 5.  | Falami       | ฝาละมี          | 11   | 10,613    |
| 6.  | Han Thao     | หารเทา         | 09   | 09,506    |
| 7.  | Don Sai      | ดอนทราย        | 06   | 02,376    |